# Дунаев, Павел Кузьмич
Павел Кузьмич Дунаев (23 января 1923, деревня Кипрево, Городецкий район, Нижегородская губерния, РСФСР, СССР — 10 февраля 2013, Чкаловск, Нижегородская область, Российская Федерация) — советский военнослужащий, подполковник, участник боев под Воронежем, Сталинградом, на Орлово-Курской дуге. Участвовал в боях за Бухарест, в освобождении Болгарии, Белграда,  в боях у озера Балатон в Венгрии, почетный гражданин Чкаловского района.

## Биография
Павел Кузьмич Дунаев родился 23 января 1923 года в многодетной семье в деревне Кипрево Городецкого района. До войны окончил школу ФЗУ (школа фабрично-заводского ученичества) и работал электрослесарем на ГОГРЕСе в Балахне. В марте 1942 года  ушёл на войну добровольцем. Служил в 606-м отдельном батальоне связи 233 СД. Участвовал в боях под Воронежем, под Сталинградом, на Орловско-Курской дуге. Участвовал в боях за Кишинёв и за Бухарест, освобождал Болгарию и Белград, участвовал в боях у озера Балатон в Венгрии. Был ранен. Войну закончил в Венгрии. За боевые заслуги отмечен высокими государственными наградами: орденами Красной Звезды и Отечественной войны, медалями «За оборону Сталинграда», «За боевые заслуги», «За освобождение Белграда», «За победу над Германией». Распоряжением губернатора Нижегородской области от 28.01.2013 г. Павел Кузьмич награждён памятным знаком "Участнику Великой Отечественной войны 1941-1945 гг. от благодарных нижегородцев.
После войны работал заведующим райсобесом и отделом культуры Чкаловского района, с  1965 по 1983 год - заместителем председателя Чкаловского райисполкома. Окончил очно Высшую партийную школу в Горьком. Руководил строительством школ, Дворца культуры и спорта, площади им. В.П. Чкалова, поликлиники ЦРБ. В этот период в городе начали строить корпуса завода «Измеритель» (ныне «Полет»), возводить современные мосты через р. Троцу, Санахту и Юг. Его трудовые успехи были отмечены наградами: орденом «Знак Почёта», юбилейной медалью «За доблестный труд. В ознаменование 100-летия со дня рождения Владимира Ильича Ленина» и медалью «За отвагу на пожаре». Одному из первых Павлу Кузьмичу было заслуженно присвоено звание «Почётный гражданин Чкаловского района». Автор книг: «Полынь: рассказы» (2006), «Индукция и дедукция: рассказы» (2009).

## Творчество

### Произведения
- Дунаев, П.К. Индукция и дедукция: рассказы. – Чкаловск, 2009. – 85 с.
- Дунаев, П.К. Полынь: рассказы. – Н.Новгород, 2006. – 164 с.